# Catargynnis mirabilis
Catargynnis mirabilis är en fjärilsart som beskrevs av Butler 1873. Catargynnis mirabilis ingår i släktet Catargynnis och familjen praktfjärilar. Inga underarter finns listade i Catalogue of Life.